# Kleszczewo
Kleszczewo è un comune rurale polacco del distretto di Poznań, nel voivodato della Grande Polonia.
Ricopre una superficie di 74,77 km² e nel 2004 contava 5 174 abitanti.